# Гомонай Олена Василівна
Олена Василівна Гомонай (нар.7 січня 1963, Ужгород) — доктор фізико-математичних наук, професор кафедри інформаційної безпеки ФТІ НТУУ «КПІ». Лауреатка Державної премії України в галузі науки і техніки.

## Життєпис
Народилась в Ужгороді в родині науковців. У 1985 році закінчила Київське відділення МФТІ, отримала диплом з відзнакою, в 1992 році захистила кандидатську дисертацію в інституті металофізики АН України ім. Курдюмова, у 2003 році — докторську. Брала участь у створені українського «фізтеху» на базі КПІ в 1995 році. Після створення інституту займалась розробкою лабораторного практикуму із курсу загальної фізики, лекційних курсів з термодинаміки (спільно з В. Г. Бар'яхтаром), статистичної фізики (спільно з В. А. Львовим), фізичної кінетики.
У 2001—2002 рр. Олена Василівна працювала в Німеччині, в інституті ім. Макса Планка (Халле-Саале). З 2002 року працює доценткою кафедри інформаційної безпеки НТУУ «КПІ», по сьогодні — професор даного інституту, викладає курси загальної та теоретичної фізики, курс теорії квантової інформації й квантових обчислень. Фахівець в галузі фізики фазових переходів, автор багатьох публікацій, підручників та посібників.
З 2018 року працює у Майнцькому університеті (Німеччина).
Олена Василівна веде активний спосіб життя, займається гірським велотуризмом, авторка есе «Велотур по гірському Криму».

## Наукова діяльність
Наукова діяльність пов’язана переважно з фізикою магнітних явищ, зокрема, з фізикою антиферомагнітних матеріалів, а також різного роду магнетиків і мультіферроіків з сильною магнітопружною взаємодією.
Як фізик-теоретик високої кваліфікації О. В. Гомонай добре відома в Україні та за кордоном. Основною рисою її робіт, виконаних головним чином в рамках феноменологічних підходів, є вміння побудувати максимально просту, але нетривіальну модель, засновану на найзагальніших принципах, і порівняти її з наявними експериментальними даними.
Автор понад 70 публікацій, серед яких навчальний посібник з фізичної хімії (має гриф МОНУ) та монографія.

## Нагороди
- Державна премія України в галузі науки і техніки 2015 року — за цикл наукових праць «Функціональні властивості об'ємних і поверхневих впорядкованих систем та створення нових металовмісних матеріалів і структур» (у складі колективу)[2]

## Праці
- Кучкін, В. М. Динаміка неколінеарного антиферромагнетика індукована імпульсним спіновим струмом [Архівовано 1 грудня 2017 у Wayback Machine.] / В. М. Кучкін, О. В. Гомонай // Матеріали XIV Всеукраїнської науково-практичної конференції студентів, аспірантів та молодих вчених «Теоретичні i прикладні проблеми фізики, математики та інформатики». Секція «Актуальні питання сучасної фізики», м. Київ, 26-28 травня 2016. – Київ : НТУУ «КПІ». – 2016. – С. 60-63. – Бібліогр.: 7 назв.
- Гомонай, О. В. Задачі з загальної фізики. Хвилі, квантова фізика та будова матерії [Архівовано 1 грудня 2017 у Wayback Machine.] : практикум для студентів напряму 6.040301 «Прикладна математика» / О. В. Гомонай, О. В. Кравцов; НТУУ «КПІ». – Електронні текстові дані (1 файл: 801 Кбайт). – Київ : НТУУ «КПІ», 2015. – 78 c.
- Гомонай, О. В. Сто задач з термодинаміки та статистичної фізики [Архівовано 27 квітня 2017 у Wayback Machine.] : навчальний посібник / О. В. Гомонай, Д. В. Філін, О. В. Кравцов ; НТУУ «КПІ». – Електронні текстові дані (1 файл: 466 Кбайт). – Київ : НТУУ «КПІ», 2013. – 42 с. – Назва з екрана.
- Кравцов, О.В. Лекції з загальної фізики: хвилі [Архівовано 27 травня 2017 у Wayback Machine.] :навчальний посібник /О. В. Кравцов, О.В. Гомонай. – К. : НТУУ "КПІ", 2012. – 51 с. – (Серія "На допомогу студенту". Загальна фізика).
- Гомонай, О. В. Задачі з загальної фізики. Електродинаміка [Архівовано 27 квітня 2017 у Wayback Machine.] : навчальний посібник / НТУУ «КПІ» ; О. В. Гомонай, О. В. Кравцов. – Електронні текстові дані (1 файл: 1,74 Мбайт). - Київ : НТУУ «КПІ», 2009.
- Гомонай, О. В. Сто задач з термодинаміки та статистичної фізики [Архівовано 27 квітня 2017 у Wayback Machine.]  : навчальний посібник / О. В. Гомонай, Д. В. Філін, О. В. Кравцов ; НТУУ «КПІ». – Електронні текстові дані (1 файл: 466 Кбайт). – Київ : НТУУ «КПІ», 2013. – 42 с.
- Гомонай, О. В. Задачі з загальної фізики. Електродинаміка [Архівовано 27 квітня 2017 у Wayback Machine.]  : навчальний посібник] / НТУУ «КПІ» ; О. В. Гомонай, О. В. Кравцов. – Електронні текстові дані (1 файл: 1,74 Мбайт). – Київ : НТУУ «КПІ», 2009.
- Гомонай, О. В. Задачі з загальної фізики. Хвилі, квантова фізика та будова матерії [Електронний ресурс] : практикум для студентів напряму 6.040301 «Прикладна математика»  [Архівовано 1 грудня 2017 у Wayback Machine.] / О. В. Гомонай, О. В. Кравцов; НТУУ «КПІ». – Київ : НТУУ «КПІ», 2015. – 78 c.
- Механіка, навчальний посібник / О. В. Кравцов, О. В. Гомонай. – Київ : НТУУ "КПІ", 2010. – 29 с.
- Гомонай О.В. Теплові явища. Навчальний посібник.– Київ : НТУУ "КПІ", 2010. – 26 с.
- Електрика і магнетизм. Коливання. Навчальний посібник / Кравцов О. В. , Гомонай О. В. – Київ, НТУУ "КПІ", 2010. – 67 с. .
- Гомонай О.В. Оптика.Квантова фізика. Навчальний посібник. – Київ : НТУУ "КПІ", 2011. – 18 с.
- Theory of magnetization in multiferroics: Competition between ferromagnetic and antiferromagnetic domains Phys. Rev. B / H. Gomonay,Ievgeniia. G. Korniienko, V. Loktev. – 2011. – 83. – P. 054424 (11).
- Symmetry and the macroscopic dynamics of antiferromagnetic materials in the presence of spin-polarized current / H. Gomonay, R. Kunitsyn, V. Loktev // http://arxiv.org/PS_cache/arxiv/pdf/1106/1106.4231v1.pdf%5Bнедоступне+посилання+з+липня+2019%5D
- Magnetoelastic coupling and possibility of spintronic electromagnetomechanical effects Физика низких температур / O. V. Gomonay, S. Kondovych, V. Loktev. – 2012. – т. 38, №7. – Р. 801– 807.
- Влияние упругих напряжений на сверхвысокочастотный магнитный импеданс аморфных магнитных микропроводов ПЖТФ / Е. В. Гомонай, В. В. Попов, В. Н. Бержанский. – 2012. – Том 38. – Вып.15. – С. 67-73.
- Peculiarities of stochastic motion in antiferromagnetic nanoparticles Eur. Phys. J. Special Topics / O. V. Gomonay, V. Loktev 2013. – v.216. – P.117-125. arXiv1207.1997, http://adsabs.harvard.edu/abs/2012arXiv1207.1997G
- Spin torque antiferromagnetic nanooscillator in the presence of the magnetic noiseCondensed Matter Physics / O. V. Gomonay, V. Loktev. – 2012. – Vol. 15. .– No 4, 43703: 1-9 arXiv1207.4344, http://adsabs.harvard.edu/abs/2012arXiv1207.4344G
- Hydrodynamic theory of coupled current and magnetization dynamics in spin-textured antiferromagnets / O. V. Gomonay, V. Loktev. – http://arxiv.org/abs/1305.6734
- Індуковані напругою процеси перемикання у синтетичному мультифероїку з антиферомагнітним упорядкуванням / O. V. Gomonay, S. Kondovych // Вісник Львівського університету. – Серія фізична. – 2012. – С.159-170.
- Peculiarities of stochastic motion in antiferromagnetic nanoparticles / O. V. Gomonay, V. Loktev // Eur. Phys. J. Special Topics, 2013. – Vol. 216. . –  P.117– 125. arXiv1207.1997, http://adsabs.harvard.edu/abs/2012arXiv1207.1997G